# Presa de Castelo do Bode
El embalse de Castelo do Bode es una infraestructura hidroeléctrica portuguesa situada en el río Cécere. Se encuentra en los límites de los municipios de Tomar y Abrantes, en el distrito de Santarém. Es una de las construcciones más altas de Portugal.
La presa de Castelo do Bode se utiliza para el abastecimiento de agua, concretamente a Lisboa, generación de electricidad, defensa contra inundaciones y actividades recreativas. La utilizan los aficionados a deportes como el windsurf, la vela, el remo y la pesca deportiva.

## Embalse
El embalse está situado en una zona con una precipitación media anual de 1200 mm. El caudal medio anual integral es de 2352 hm³. El caudal de la crecida récord es de 4750 m³/s. El nivel de almacenamiento total (NPA) es de 121 m y el nivel de inundación máxima (NMC) es de 122 m. La superficie del embalse a pleno nivel de almacenamiento es de 32 910 000 m². La capacidad total es de 1095 hm³, pero su capacidad útil de solo 900 hm³.

## Presa
La construcción de la presa comenzó en 1945 y se terminó en 1951, bajo la dirección del proyectista e ingeniero A. Coyne. La empresa constructora fue Moniz da Maia & Vaz Guedes.